# Ghost (banda)
Ghost (anteriormente creditada como Ghost B.C. nos Estados Unidos) é uma banda sueca de rock formada em 2006 na cidade de Linköping. O grupo é conhecido por suas perfomances teatrais, identidade visual misteriosa e sonoridade que combina elementos de heavy metal, rock progressivo, rock psicodélico, com influências do rock alternativo e pop rock contemporâneo. Suas letras frequentemente abordam temas do ocultismo de forma teatral, contrastando com melodias e vocais limpos.
Os integrantes da banda permaneceram anônimos por vários anos, com o frontman sendo conhecido apenas como Papa Emeritus, e os demais integrantes como Nameless Ghouls. No entanto, após disputas legais, foi revelado que o vocalista e principal compositor do grupo é Tobias Forge. Ele interpretou diversos personagens distintos ao longo da carreira, incluindo as 4 encarnações do "Papa Emeritus", "Cardinal Copia" e mais recentemente "Papa V Perpetua". Essa caracterização simula conclaves, no qual, a cada álbum, Tobias assume a identidade de um novo Papa, com nova identidade visual. Porém, diferentemente da Igreja Católica, este Papa utiliza máscaras escuras, a cruz invertida, dentre outros símbolos ocultistas, tendo sido descrito como um "antipapa demoníaco".
A discografia da banda inclui até o momento cinco álbuns de estúdio, uma demo, 20 singles, 3 EPs e dois álbuns ao vivo. Em 2016, Ghost recebeu um prêmio no Grammy Award com o single "Cirice", na categoria "Melhor Performance de Metal".

## História

### Formação eOpus Eponymous(2006–2011)

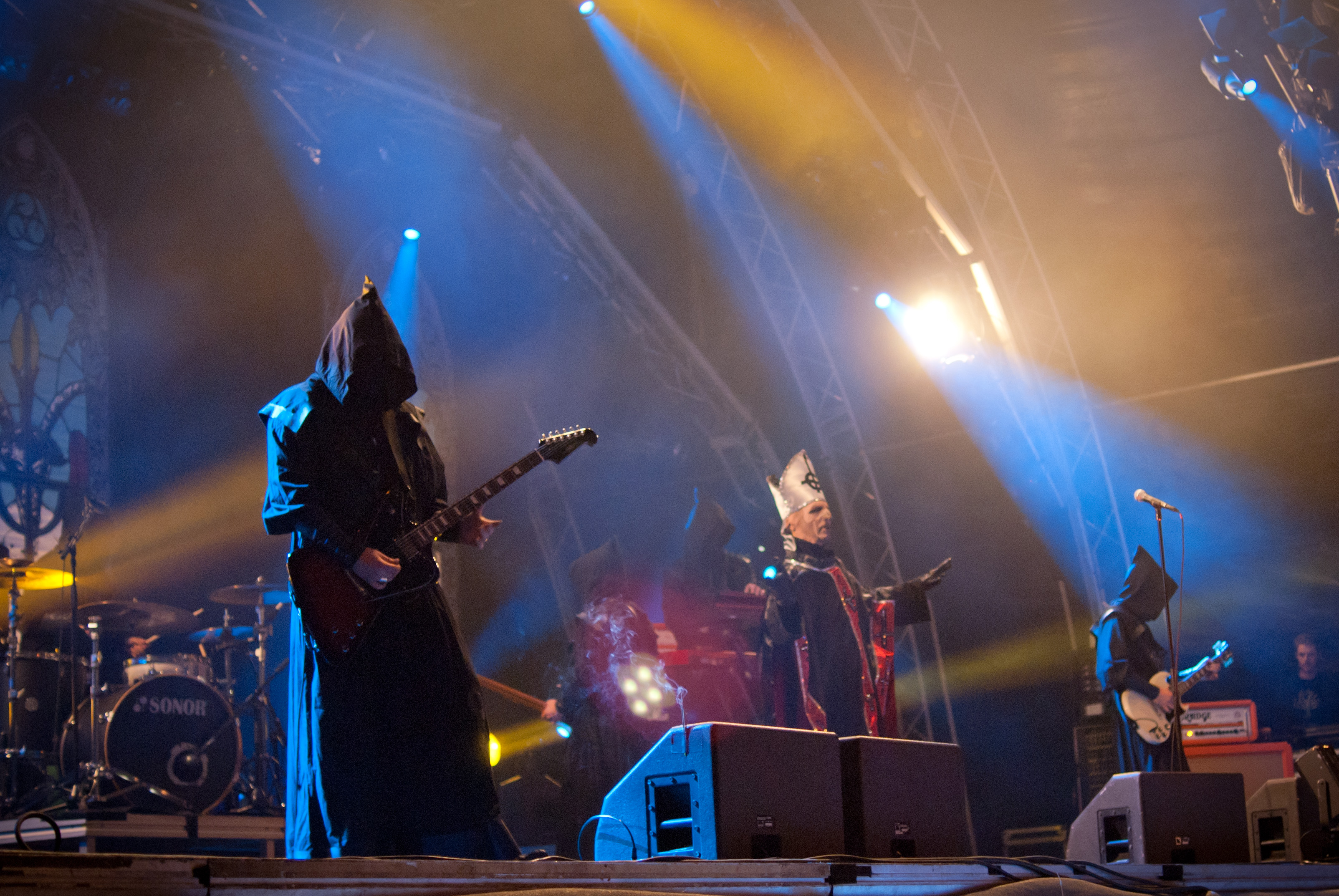
Ghost ao vivo no Malmöfestivalen 2011

A banda foi fundada em 2006, quando o futuro líder da banda, Tobias Forge, escreveu a música "Stand by Him". Ele disse: "Eu disse que este é provavelmente o riff mais heavy metal que já existiu... Quando o refrão veio a mim, ele assombrou meus sonhos. Cada vez que pegava a guitarra, acabava tocando aquela progressão, e quando eu encaixei as palavras, parecia clamar por uma letra de orientação satânica." Forge então contatou seu ex-colega de banda do Repugnant, Gustaf Lindström, para gravar a música.
No início de 2008, os dois entraram em estúdio para gravar uma demo de três músicas: "Stand by Him", "Prime Mover" e "Death Knell". Posteriormente, Forge comentou com Lindström: "Isso definitivamente não soa como dois caras que se parecem com você e eu". Assim, Forge decidiu que eles deveriam ser uma "banda de teatro" anônima e usar seu amor por filmes de terror e "as tradições do metal escandinavo" na imagem da banda. Enquanto outros membros da banda usavam túnicas pretas com capuz e eram chamados de "Nameless Ghouls", Forge seria conhecido como "Papa Emeritus", vestido com trajes papais e seu rosto pintado se assemelhar a uma caveira. Forge então escolheu o nome Ghost para o grupo. Inicialmente Forge não tinha aspirações de se tornar o vocalista da banda, mas sim de tocar guitarra. Ele ofereceu o cargo de vocalista principal a Messiah Marcolin, Mats Levén, Christer Göransson e JB Christoffersson, mas todos recusaram. Como resultado, Forge se tornou o vocalista da banda por padrão. Em 12 de março de 2010, Forge postou as três primeiras músicas do Ghost no Myspace e em dois dias foi contatado por gravadoras e empresários que queriam trabalhar com o grupo.  O Ghost passou algumas semanas em um estúdio de porão na cidade natal da banda, Linköping, gravando seu álbum de estreia. Em junho de 2010, a banda lançou seu primeiro single em vinil de 7", "Elizabeth", com "Elizabeth" no lado A e "Death Knell" no lado B. A letra de "Elizabeth" se trata da conhecida história da condessa Elizabeth Bathory, que supostamente se banhava em sangue de virgens para conservar sua juventude. Ghost lançou seu primeiro álbum de estúdio, Opus Eponymous, contendo 2 músicas instrumentais, e mais sete canções, incluindo as 4 publicadas na demo, em 18 de outubro de 2010, pela gravadora independente Rise Above Records. Foi aclamado pela mídia especializada como um dos melhores lançamentos do ano, alcançando a 50ª posição no Sverigetopplistan e sendo bem recebido pela crítica, recebendo indicação ao Prêmio Grammis de 2011 de "Melhor Álbum de Hard Rock", além de ser aclamado pela mídia especializada como um dos melhores lançamentos do ano. O Ghost fez seu primeiro show em 23 de outubro de 2010 no festival Hammer of Doom em Wurtzburgo, Alemanha.
O Ghost apoiou a banda de metal gótico Paradise Lost em sua turnê "Draconian Times MMXI" em abril de 2011. Em 29 de maio, o Ghost fez sua estreia nos Estados Unidos no Maryland Deathfest. A banda se apresentou no Download Festival em Leicestershire, Inglaterra, no dia 11 de junho. Após a apresentação, Phil Anselmo, vocalista da banda Down, se apresentou vestindo uma camiseta do Ghost e convidou três integrantes da banda para se juntarem a ele no palco principal, onde tocaram juntos "Bury Me In Smoke" do Down. Em dezembro de 2011, Ghost participou da turnê "Defenders of the Faith III" com Trivium, In Flames, Rise to Remain e Insense. A banda então embarcou em sua primeira turnê pelos Estados Unidos, "13 Dates of Doom", começando em Nova York em 18 de janeiro de 2012 e terminando em 2 de fevereiro em Los Angeles. Posteriormente, Ghost se juntou ao Mastodon e ao Opeth como banda de abertura da Heritage Hunter Tour pela América do Norte durante abril e maio de 2012. Em junho, Ghost recebeu o prêmio de "Breakthrough Band" no Metal Hammer Golden Gods Awards.

### InfestissumameIf You Have Ghosts(2012–2014)

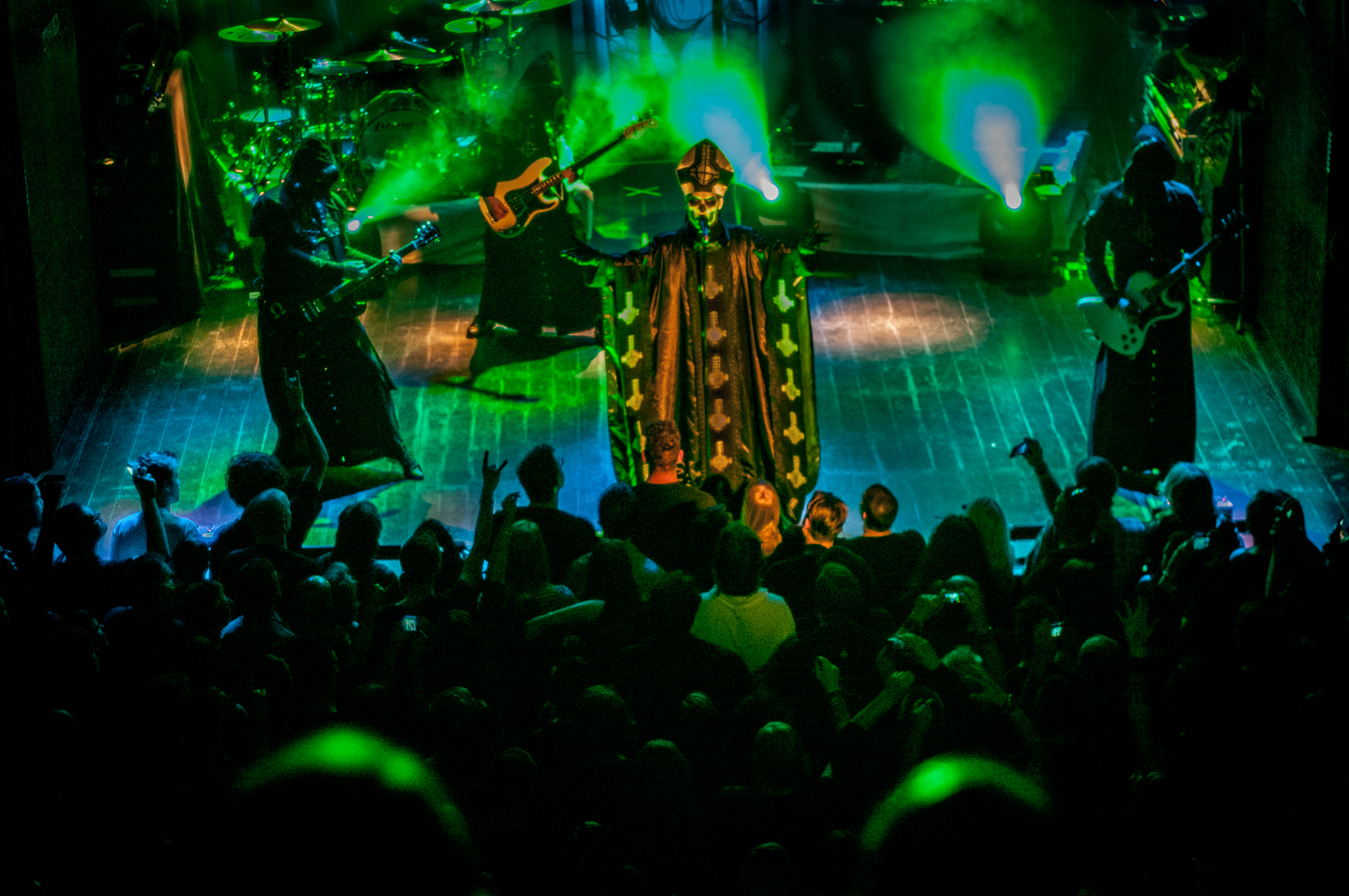
Ghost se apresentando em Utrecht em 2013

Em fevereiro de 2012, um Nameless Ghoul revelou que a banda havia concluído a composição de seu segundo álbum. Ghost entrou em estúdio em outubro para gravar seu segundo álbum em Nashville, Tennessee, com o produtor Nick Raskulinecz. A banda planejava gravar o álbum na virada de 2012, mas depois de iniciar sua turnê pelos Estados Unidos em janeiro, foi-lhes oferecida outra turnê logo em seguida. Ao mesmo tempo, a banda, seu empresário e a Rise Above Records concordaram que o próximo álbum do grupo deveria ser lançado por uma gravadora diferente. Assim, o Ghost assinou com a Loma Vista Recordings em parceria com a Republic Records — uma divisão da Universal Music Group.
Em 15 de dezembro de 2012, o Ghost fez um show em Linköping, onde estreou uma nova música intitulada "Secular Haze", que foi lançada online mais cedo naquele dia, bem como seu cover de "I'm a Marionette", do ABBA. Durante o mesmo show, a banda apresentou Papa Emeritus II como sucessor do primeiro Papa Emeritus. No dia 20 de dezembro, a banda anunciou que seu segundo álbum, Infestissumam, seria lançado no início de 2013. Em 5 de fevereiro de 2013, a banda anunciou uma mudança de nome para "Ghost BC" nos EUA por motivos legais. Um Nameless Ghoul disse: "B.C. é obviamente um trocadilho com 'Before Christ' (Antes de Cristo), mas é apenas uma emenda. Em nosso mundo, seremos chamados apenas de Ghost ... O B.C. é mudo e, assim que pudermos, será retirado para sempre." Eles retiraram oficialmente a emenda de seu nome em 2015. De 23 de fevereiro a 4 de março de 2013, o Ghost fez uma turnê pela Austrália como parte do Soundwave Festival.
Infestissumam estava originalmente programado para ser lançado em 9 de abril de 2013, nos Estados Unidos, mas a banda não conseguiu encontrar uma empresa norte-americana que fabricasse o CD. Quatro fabricantes de CDs dos EUA rejeitaram o trabalho porque a arte da edição de luxo do álbum foi descrita como "basicamente uma ilustração de uma orgia do século 16". Em vez de atrasar ainda mais o álbum, a banda decidiu usar a arte da edição regular para as edições americanas da edição de luxo e anunciou a nova data de lançamento, 16 de abril. Todas as cópias europeias e as versões em vinil dos EUA incluem a arte polêmica. O Infestissumam atingiu as paradas em sete países, incluindo o primeiro lugar na Suécia, eventualmente ganhando a certificação de ouro. O álbum também foi bem recebido pela crítica, ganhando o Prêmio Grammis e o Prêmio P3 Guld de "Melhor Álbum de Hard Rock/Metal" de 2013.
O Ghost iniciou sua turnê "Haze Over North America" em 14 de abril de 2013, no Festival Coachella, que continuou até 18 de maio. Em 27 de julho, o Ghost iniciou a "Still Hazing over North America Tour", que terminou em Chicago no festival Lollapalooza. Imediatamente depois, o Ghost fez uma turnê pela América do Sul apoiando Iron Maiden e Slayer, que incluiu, no mês de setembro, uma apresentação no Rock in Rio no quarto dia do festival, junto com Metallica, Alice in Chains, Sepultura (com o grupo de percussão urbana Les Tambours du Bronx) quando fez a abertura dos shows do Iron Maiden e Slayer em São Paulo no dia 20 e em Curitiba no dia 24.
Em outubro de 2013, Ghost abriu para Avenged Sevenfold e Deftones em sua turnê pelos EUA. Em novembro, a banda fez uma turnê pelo Reino Unido com o Alice in Chains, antes de uma turnê pela Europa. Em 20 de novembro de 2013, o Ghost lançou o EP If You Have Ghost, composto quase inteiramente de covers. Foi produzido por Dave Grohl, do Nirvana e Foo Fighters.
Em janeiro de 2014, Ghost recebeu seis indicações no Loudwire Music Awards. De 17 de janeiro a 2 de fevereiro de 2014, a banda fez uma turnê pela Austrália como parte do festival Big Day Out. Em seguida, embarcaram na "Tour Year Zero", que durou de 17 de abril a 17 de maio de 2014, na América do Norte. Em julho, a banda se apresentou no Festival Sonisphere europeu. Em 2014 a banda retornou ao país juntamente com a turnê South American Tour, no dia 4 e 5 de Setembro, onde tocaram em São Paulo (HSBC Brasil) e Rio de Janeiro (Imperator). Pouco depois do lançamento de Infestissumam, a banda lançou um single, nomeado Year Zero, contendo duas músicas: "Year Zero", e "Orez Raey", que seria "Year Zero" do final ao começo.

### MelioraePopestar(2015–2017)

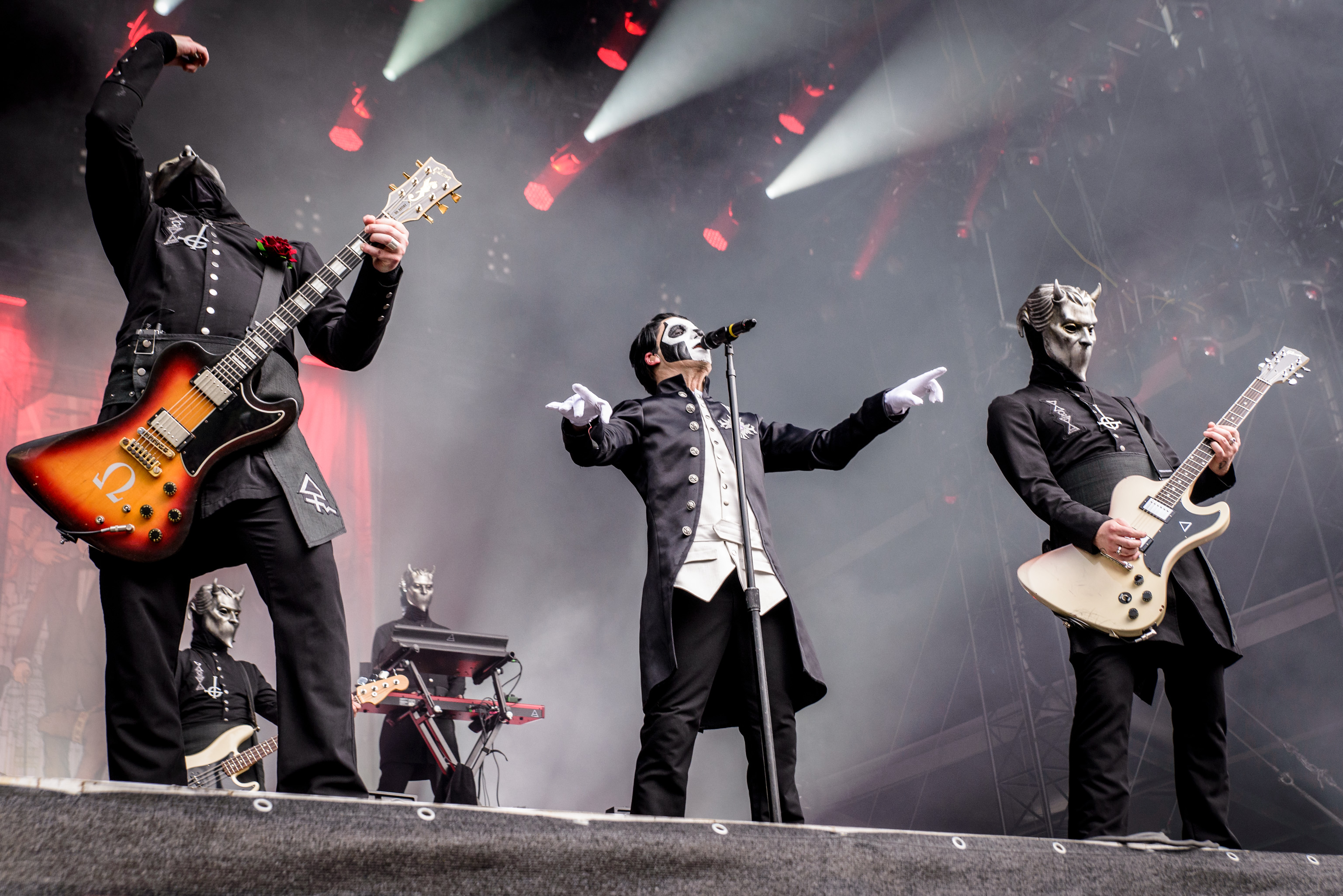
Ghost se apresentando no Rockavaria em 2016

O terceiro álbum de estúdio do Ghost, sucessor de Infestissumam, Meliora foi lançado em 21 de agosto de 2015. Em uma propaganda do álbum que foi ao ar em 28 de maio no VH1 Classic, foi anunciado que Papa Emeritus II foi "demitido" e que seu sucessor Papa Emeritus III é seu irmão mais novo por três meses. A música "Cirice" foi lançada para download gratuito no site oficial da banda em 31 de maio e ganhou o prêmio Grammy de 2016 na categoria Melhor Performance de Metal. O Papa Emeritus III foi oficialmente revelado com uma apresentação de estreia em Linköping em 3 de junho de 2015, onde a banda também tocou novas músicas do próximo álbum.
O álbum foi promovido pela primeira vez em agosto por meio de uma turnê acústica de cinco datas chamada "Unholy/Unplugged" em lojas de discos nos Estados Unidos. Aqui, Papa Emeritus III ostentava cabelos pretos penteados para trás sem sua mitra característica, e se apresentou ao lado dos dois Nameless Ghouls guitarristas; acompanhando-os no kazoo. Uma turnê pelos EUA intitulada "Black to the Future" começou em 22 de setembro e durou até 1º de novembro. Isto foi rapidamente seguido por uma turnê europeia de mesmo nome que durou até 21 de dezembro, incluindo uma turnê completa pelo Reino Unido e duas outras turnês na América do Norte que aconteceram na primavera e meados do verão de 2016.
Em 12 de setembro de 2016, a banda lançou uma nova faixa em um programa de rádio intitulada "Square Hammer" e um novo EP, Popestar, foi lançado em 16 de setembro, mesmo dia em que a Popestar Tour começou. Após a conclusão da turnê norte-americana que terminou em 12 de novembro, veio a turnê europeia de mesmo nome que começou no final de março e terminou no final de abril de 2017. Em 13 de maio de 2017, a banda tocou novamente no Brasil, no Autódromo de Interlagos, em São Paulo, como atração do Maximus Music Festival, ao lado das bandas Linkin Park, Prophets of Rage, Slayer, Rob Zombie, Five Finger Death Punch, Hatebreed e Red Fang. Eles foram a banda de abertura do Iron Maiden em sua turnê pela América do Norte de 2017, de junho a julho de 2017. Um Nameless Ghoul declarou que, após o término da turnê, eles estariam escrevendo e gravando o novo álbum, que, segundo eles, seria muito mais sombrio que o Meliora, com Tobias confirmando em uma entrevista que o quarto álbum seria lançado em 2018.
No início de 2017, Tobias Forge foi processado pelos ex-integrantes do Ghost, Simon Söderberg, Mauro Rubino, Martin Hjertstedt e Henrik Palm, como parte de uma disputa de royalties. Os quatro, que deixaram o Ghost em 2016, entraram com a ação no tribunal distrital de Linköping, na Suécia, e acusaram Forge, que era responsável pelos assuntos comerciais da banda, de reter informações financeiras e pagamentos aos demais integrantes. Os ex-integrantes também alegaram que "Nosso vocalista e ex-amigo está agora tentando, de forma dissimulada e descarada, transformar o Ghost de uma banda em um projeto solo com músicos contratados." Forge afirmou que "nenhuma parceria legal" jamais existiu entre os outros membros e ele; eles recebiam um salário fixo para se apresentar e executar a imagem da banda conforme suas instruções, como "músicos de aluguel". Ele também afirmou que se refere ao Ghost como um projeto solo: "Embora eu nunca tenha desejado que fosse assim, no fim das contas, é isso que é. Quero dizer, eu comecei em 2006, e ninguém que fazia parte da banda em 2016 estava sequer no primeiro disco. Chame-o de solo, se quiser, mas eu o chamo de projeto.
Em 24 de agosto de 2017, a banda lançou seu último videoclipe de Meliora para a música "He Is". Ele estreou no Saint Vitus Bar, em Nova Iorque, no dia anterior. Durante o show final da Popestar Tour em 30 de setembro de 2017, Papa Emeritus III foi arrastado para fora do palco no final da apresentação. Uma nova encarnação chamada "Papa Emeritus Zero" foi apresentada no palco, mais tarde chamada de "Papa Nihil". Zero é retratado como sendo significativamente mais velho do que os Papas anteriores. Ele usou um andador e tanque de oxigênio enquanto caminhava até palco, e anunciou em Italiano "la festa è finita, il medioevo comincia ora", o que se traduz em "A festa acabou, a Idade Média começa agora". Em novembro, a Amazon anunciou que o Ghost lançaria um trabalho chamado Ceremony And Devotion no dia 1º de dezembro. A data passou e nada aconteceu, mas em 6 e 7 de dezembro a banda publicou em seu Facebook oficial pequenas prévias em vídeos indicando um álbum duplo ao vivo e que seria lançado em breve. No dia 8 de Dezembro de 2017 o álbum foi lançado via digital streaming na Amazon, Google Play, iTunes e Spotify. O lançamento em mídia física do Ceremony & Devotion aconteceu dia 19 de janeiro de 2018, onde trouxe 15 faixas gravadas ao vivo. O trabalho está disponível em CD, vinil e 8-Track.

### PrequelleeSeven Inches of Satanic Panic(2018–2020)
No dia 2 de fevereiro 2018, Tobias Forge deu sua primeira entrevista sem estar em um personagem, onde falou sobre sua vida pessoal e revelou as primeiras informações sobre o novo álbum, como o nome das músicas "Rats", "Faith", "Dance Macabre" e "Life Eternal".
Em 31 de março, a banda lançou uma websérie no YouTube. Seu primeiro capítulo chamado "Chapter One: New Blood", onde apresenta Papa Nihil e um pequeno teaser do novo vocalista da banda. No vídeo "Chapter Two - The Cardinal", é apresentado Cardinal Copia, cujo é nomeado o novo vocalista que quebra a "linha sanguínea" de Papas sendo o primeiro não-papa a liderar a banda.
Em 13 de abril de 2018, Ghost lançou um novo single, "Rats", junto com um videoclipe. Isto marcou o primeiro lançamento da banda com seu "novo" vocalista, Cardinal Copia. Além disso, a banda deu as boas-vindas a um novo personagem, o saxofonista Papa Nihil, estendendo Ghost em um septeto. O álbum foi intitulado Prequelle, e foi lançado em 1º de junho de 2018. Uma segunda música, "Dance Macabre", foi lançada antes do álbum em 17 de maio e, mais tarde, foi lançada como o segundo single do álbum.
Para promover o álbum, Ghost deu início à turnê Rats! on the Road nos EUA, que aconteceu de 5 de maio a 1º de junho. A banda fez a abertura para o Guns N' Roses em Oslo, Noruega, em 19 de julho de 2018.
Ghost começou A Pale Tour Named Death em Londres, Inglaterra, no Royal Albert Hall em 9 de setembro de 2018. Uma turnê norte-americana de mesmo nome começou no final do outono daquele ano, apresentando dois shows em arenas em Los Angeles e Nova York. Uma turnê europeia com o mesmo nome no início de 2019 foi anunciada em 10 de setembro de 2018. Em março de 2019, a banda se apresentou na Austrália e no Japão como parte do Download Festival. Mais tarde, o Ghost foi anunciado como banda de abertura da WorldWired Tour do Metallica, de maio a agosto de 2019. Uma segunda turnê norte-americana foi anunciada em 1º de abril de 2019, com Nothing More como suporte. Uma turnê europeia no final de 2019 com All Them Witches and Tribulation foi anunciada em 8 de julho de 2019.
A banda lançou seu segundo videoclipe para a música "Dance Macabre" no dia 17 de outubro de 2018. Um terceiro videoclipe, "Faith", foi lançado em 20 de dezembro de 2018, após a primeira etapa norte-americana de sua turnê da banda.
No dia 12 de setembro de 2019, Ghost anunciou o single contendo "Kiss the Go-Goat" e "Mary on a Cross", intitulado Seven Inches of Satanic Panic, que foi lançado no dia seguinte. O videoclipe para "Kiss the Go-Goat" foi lançado na meia noite do dia 12 de setembro como parte de sua websérie.
Em uma entrevista em 25 de setembro de 2019, Ghost confirmou que, além de um show na Cidade do México em 3 de março de 2020, não haveria nenhuma turnê no próximo ano. O ano seria dedicado trabalhando em um novo álbum de estúdio que deveria ser lançado no início de 2021. No show final da turnê de apoio a Prequelle, a banda apresentou o novo vocalista do próximo ciclo de álbuns, Papa Emeritus IV, que Tobias Forge havia declarado que seria o próximo vocalista.

### ImperaePhantomime(2020–2023)

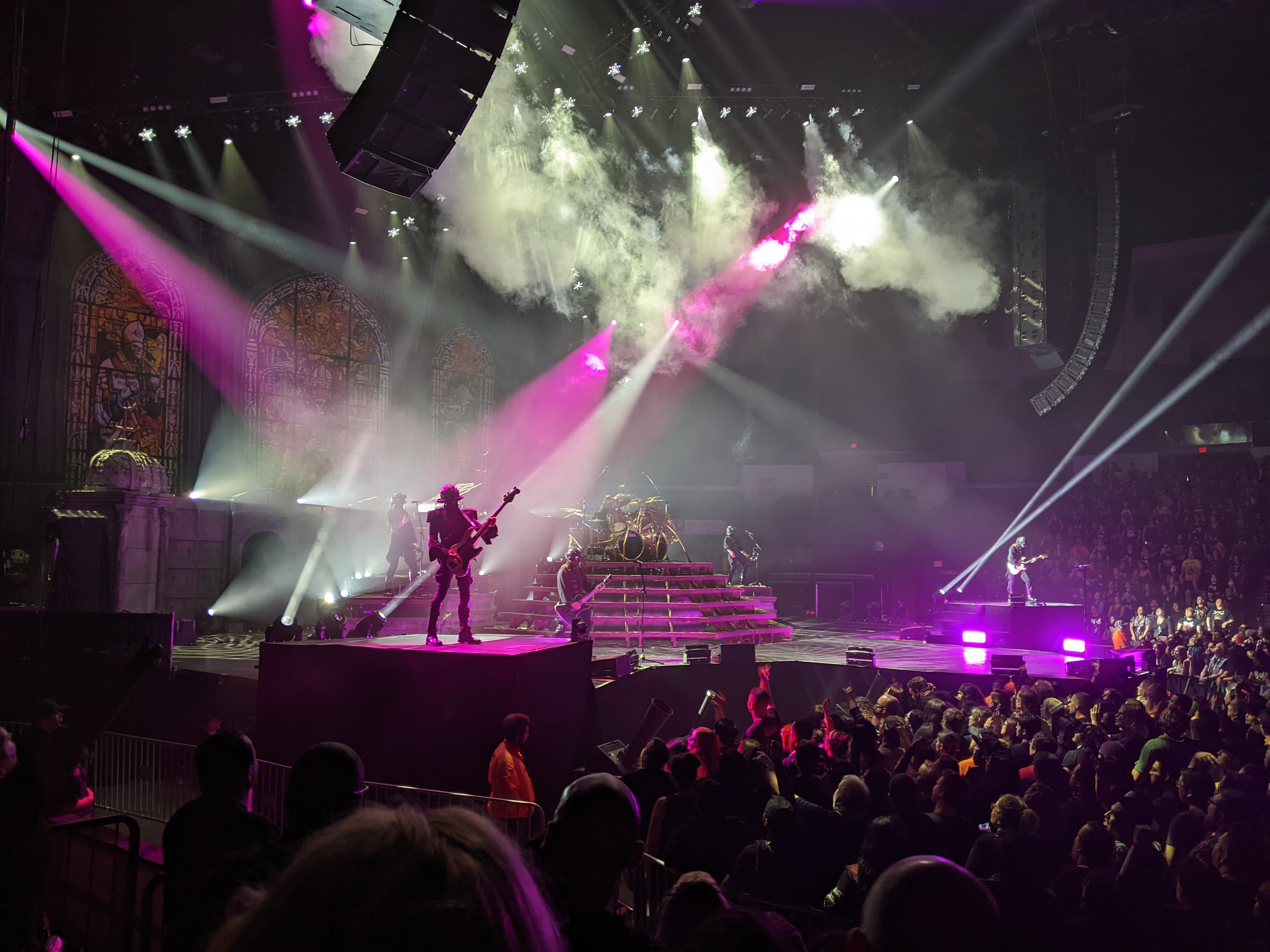
Ghost se apresentando em San Diego, 2022

Em 8 de outubro de 2020, o Ghost confirmou que lançaria seu quinto álbum de estúdio no inverno de 2020. Havia uma turnê planejada para março de 2021, mas ela foi adiada para o outono de 2021 devido à pandemia de COVID-19. No mesmo dia, a banda recebeu o Prêmio de Exportação Musical de 2019 do governo da Suécia. Em 21 de outubro de 2020, o Ghost anunciou que entraria no estúdio de gravação em janeiro para começar a gravar o álbum para um lançamento no final de 2021. O Ghost anunciou em sua página do Facebook em 30 de dezembro de 2020 que 'várias grandes coisas' estavam sendo trabalhadas para 2021, indicando novas músicas e apresentações ao vivo.
Papa Emeritus IV fez sua estreia pública no game show da televisão sueca "På spåret" em 22 de janeiro de 2021, juntando-se ao The Hellacopters para apresentar um cover de "Sympathy for the Devil" dos Rolling Stones. Posteriormente, o Ghost lançou um videoclipe de "Life Eternal" em 3 de março de 2021, que apresentava imagens ao vivo do show anterior na Cidade do México no ano anterior. O Ghost se tornou um artista destaque no álbum tributo do Metallica, The Metallica Blacklist, lançado em 10 de setembro de 2021, no qual eles tocam "Enter Sandman".
Em 26 de setembro de 2021, a banda iniciou uma transmissão ao vivo no YouTube, que a princípio só era acessível através do site oficial deles, mas depois foi tornada pública no YouTube. A transmissão consistia de um vídeo de aproximadamente 30 segundos sendo repetido, com pequenos trechos de um vídeo até então desconhecido sendo revelados conforme os dias passavam. No dia 30 de setembro a banda lançou um novo single e videoclipe intitulado "Hunter's Moon", revelando também que a música estaria na trilha sonora do filme slasher Halloween Kills.
No dia 20 de janeiro de 2022, Ghost estreou em seu canal do YouTube a música "Call Me Little Sunshine", e junto à música foi feito o anúncio de seu próximo álbum de estúdio chamado Impera, que foi lançado em 11 de março de 2022. A capa do álbum conta com uma referência a Aleister Crowley, ocultista inglês famoso por fundar a doutrina Thelema. Em entrevistas, Tobias Forge disse que a temática do álbum seria sobre a ascensão e queda de impérios.
No dia 25 de fevereiro a banda iniciou uma turnê conjunta com a banda dinamarquesa Volbeat, com a banda Twin Temple fazendo a abertura. Nesta turnê, Ghost estreou a nova música "Kaisarion", que foi lançada com o álbum em março.
Em 2 de março de 2022, a banda lançou o segundo single do álbum, "Twenties". Em 8 de março, a banda anunciou seu patrocínio do Chevrolet Camaro SS No. 4 da JD Motorsports  pilotado por Bayley Currey na corrida NASCAR Xfinity Series de 12 de março em Phoenix Raceway. Mais tarde, Ghost faria uma aparição no Jimmy Kimmel Live! para apresentar "Call Me Little Sunshine", que havia sido adiada anteriormente devido a compromissos de turnê. Em 27 de julho de 2022, a banda lançou um videoclipe para o quarto single do álbum, "Spillways", que foi lançado novamente em janeiro de 2023 com Joe Elliott como convidado especial. Elliott já disse que Impera foi seu álbum favorito por algumas semanas depois de seu lançamento, até usando esta mesma canção como exemplo.
Ghost deu início à Imperatour nos EUA de, janeiro a março de 2022, co-liderando com Volbeat e Twin Temple. Mais tarde, o Ghost anunciou uma turnê europeia de mesmo nome em 23 de novembro de 2021, com Uncle Acid & the Deadbeats e Twin Temple se juntando como suporte. Ghost foi apresentado como atração principal do Hellfest em Clisson, França, em 18 de junho de 2022. Em 17 de maio de 2022, a banda anunciou a segunda etapa norte-americana com Mastodon e Spiritbox como bandas de abertura. Durante uma entrevista em 12 de setembro de 2022, Forge confirmou que haveria mais turnês em 2023, e posteriormente revelou novos planos de turnê pela Ásia e Oceania, além de afirmar que estava trabalhando no sucessor de Impera. Em 13 de fevereiro de 2023, a banda anunciou que faria nova turnê pelos Estados Unidos de agosto a setembro de 2023, com Amon Amarth como convidado especial.
Em 1º de fevereiro de 2023, a banda organizou temporariamente uma exposição de arquivo em Los Angeles, em comemoração à "era de 1969" da banda, que apresentava Papa Nihil e outros itens daquela época. Após o lançamento do Capítulo 16 da websérie da banda, começaram a se espalhar especulações de que Papa Emeritus IV seria "morto" no final do Imperatour, após o anúncio de um segundo show no Kia Forum em Inglewood. Uma etapa sul-americana foi anunciada em 4 de abril de 2023, que foi a primeira vez da banda como atração principal no Brasil e na Argentina, após relatos de que o Ghost lançaria novas músicas antes de sua segunda etapa europeia no Imperatour. Antes da segunda etapa na Europa, a banda anunciou seu quarto EP, Phantomime,  consistindo de 5 versões covers de canções de Television, Genesis, The Stranglers, Iron Maiden, e Tina Turner. O lançamento do EP foi precedido pelo lançamento dos singles "Jesus He Knows Me" com um videoclipe e "Phantom Of The Opera". O EP foi originalmente programado para ser lançado em 18 de maio de 2023, mas foi adiado para 19 de maio. Mais tarde, o Ghost colaborou com o ator Patrick Wilson e lançou um single de seu cover de "Stay", de Shakespears Sister, que foi lançado em 7 de julho de 2023 e apareceu no filme de 2023 Insidious: The Red Door.
No dia 7 de setembro de 2023, a banda recebeu a primeira certificação de platina pelo single "Mary On A Cross", de seu EP Seven Inches of Satanic Panic. Após suas apresentações na América do Sul, a banda concluiu a Imperatour em outubro de 2023 com três shows na Austrália, no qual a apresentação em Brisbane, em 7 de outubro de 2023, foi o último show com Papa Emeritus IV. Forge anunciou mais tarde, em 11 de outubro de 2023, que um filme de Ghost estava em andamento, confirmando que as performances de Inglewood em setembro de 2023 foram filmadas.
O cover de "Phantom of the Opera", lançado no EP Phantomime, foi indicado ao Grammy Awards de 2024 na categoria Melhor Desempenho de Metal, mas não venceu.
Forge afirmou, em uma entrevista em outubro de 2023, que um filme do Ghost estava em produção, e que os dois shows feitos em Inglewood no final da turnê Re-Imperatour haviam sido gravados e fariam parte da obra.

### Rite Here Rite NoweSkeletá(2023–presente)
Em 1º de dezembro de 2023, o Ghost lançou a coletânea 13 Commandments, incluindo a faixa "Zenith", antes exclusiva da edição Redux de Meliora. Poucos dias depois, Tobias Forge revelou que já havia começado a compor o próximo álbum da banda.
Em abril de 2024, a banda divulgou o primeiro teaser do filme Ghost: Rite Here Rite Now nas redes sociais, e confirmou oficialmente o título no mês seguinte. O longa foi exibido mundialmente entre 20 e 23 de junho e combina gravações ao vivo em Inglewood, onde celulares foram proibidos, com elementos da websérie oficial da banda. A troçha sonora foi lançada em 26 de julho, precedida pelos singles "Absolution", gravado ao vivo, e "The Future Is A Foreign Land", inédito.
Em 28 de outubro, foi anunciada a turnê mundial de 2025, com datas entre abril e setembro, passando pela Europa, América do Norte e encerrando na Cidade do México.
Em 5 de fevereiro de 2025, foi revelado Papa V Perpetua como novo personagem do vocalista Tobias Forge para a turnê. Em 5 de março, o single "Satanized" foi lançado com videoclipe, antecedendo o sexto álbum da banda, Skeletá, lançado em 25 de abril de 2025. O segundo e terceiro singles, "Lachryma" e "Peacefield", foram lançados em 11 e 22 de abril, respectivamente.

## Estilo musical e influências
A música do Ghost foi categorizada em muitos gêneros, incluindo hard rock, heavy metal, arena rock, pop rock, doom metal, rock progressivo, rock psicodélico, rock oculto, rock de choque e metal sinfônico.
Adrien Begrand, do PopMatters, afirmou que Ghost lembra "os primeiros sons do Black Sabbath, Pentagram e Judas Priest, bem como o rock progressivo e psicodélico do final dos anos 60". Falando com a Noisey.com, um Nameless Ghoul descreveu o Ghost como uma banda de black metal no sentido tradicional, mas disse que eles provavelmente não se enquadram nas normas da cena black metal atual. Este Nameless Ghoul descreveu a música do Ghost como uma mistura entre música pop e death metal.
Em uma entrevista, um Nameless Ghoul disse que eles são influenciados por "tudo, desde o rock clássico até as bandas de metal underground extremo dos anos 80, passando por trilhas sonoras de filmes e pela grandeza da música harmônica emocional". Um membro da banda disse que o movimento black metal sueco e escandinavo do início dos anos 90 desempenha um papel importante em sua banda, e disse que cada membro tem experiência em metal. Porém, a banda afirmou diversas vezes que não pretende ser uma banda de metal. Para seu segundo álbum, o Ghost optou por um estilo de composição mais diversificado; um membro disse: "tentamos deliberadamente fazer com que cada música tivesse sua própria identidade".
Apenas alguns membros realmente escrevem músicas. Os compositores compõem um esboço acústico das músicas antes de adicionar outros instrumentos para que soem como um grupo, em vez de serem dominados pela guitarra. Em 2017, Forge afirmou ser o autor principal de todas as músicas, exceto "Year Zero" e "Zenith", que foram ideias de Persner. Perguntado sobre como ele mantém o som do Ghost intacto apesar das grandes mudanças na formação, Forge disse que tem que ensiná-los a tocar como ele; explicando que, embora seja um bom guitarrista, ele é apenas um baterista, baixista e tecladista "razoável". Portanto, é uma questão de fazer com que eles "tenham um desempenho inferior [risos] juntos".
Suas letras são frequentemente de natureza satânica; um Ghoul disse, "o primeiro álbum é sobre a chegada do Diabo, falado muito em termos bíblicos, assim como a igreja dirá que o dia do juízo final está próximo. [Infestissumam] é sobre a presença do Diabo e a presença do Anticristo." No entanto, a banda já disse várias vezes que sua imagem é apenas irônica, citando que "Não temos uma agenda militante. Somos um grupo de entretenimento". A banda usa o humor em seus shows. Infestissumam também trata de "como as pessoas se relacionam com uma divindade ou Deus, temas como submissão e superstição, os horrores de ser religioso". Além disso, um Nameless Ghoul disse que o segundo álbum trata de "como a humanidade - predominantemente os homens - tem considerado a presença do demônio, ao longo da história e até mesmo nos dias de hoje. E é por isso que o disco é tão cheio de temas sexuais e femininos... a inquisição era basicamente homens acusando mulheres de serem o Diabo só porque tinham tesão por elas". A teatralidade do grupo é influenciada por Kiss, David Bowie e Alice Cooper, mas um membro disse que eles são mais influenciados por Pink Floyd. Mais tarde, um Ghoul citou Death SS como uma influência em seu "conceito", mas não em sua música.

## Integrantes

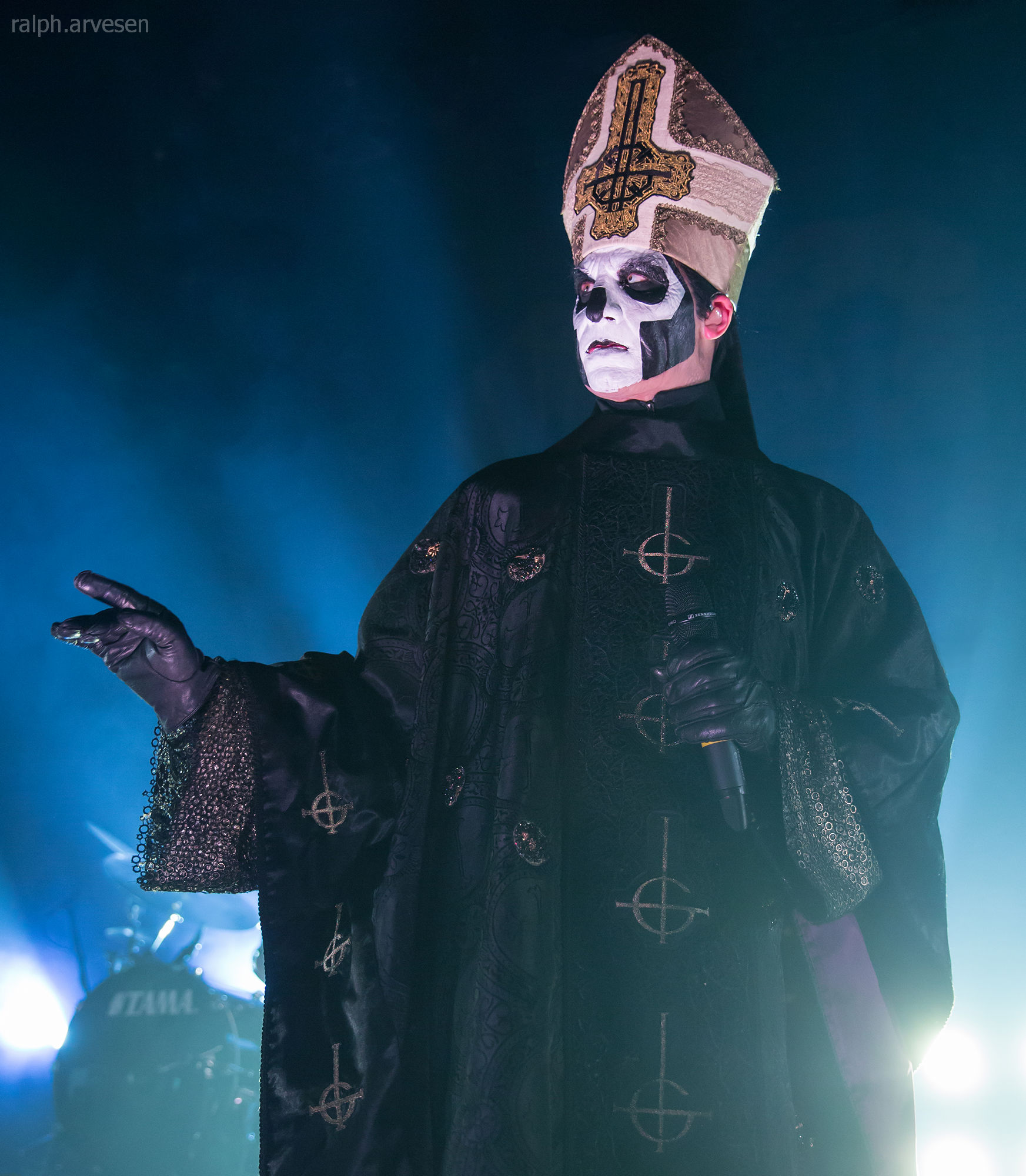
Forge como Papa Emeritus III

### Atuais
- Tobias Forge – vocais, guitarra, baixo, teclado, percussão (2008–presente)
  - Papa Emeritus (2010–2017; 2020–presente)
    - I (2010–2012)
    - II (2012–2015)
    - III (2015–2017)
    - IV (2020–presente)

  - Cardinal Copia – vocais (2018–2020)
- Nameless Ghouls –  guitarras, baixo, keytar, bateria, percussão, teclados, órgão, sintetizadores, vocal de apoio e coro – oito instrumentistas (2008–presente)

Os membros do Ghost imitam a Igreja Católica Romana, mas inverteram a imagem para adorar Satanás em vez da Santíssima Trindade. De 2010 a 2017, os instrumentistas da banda, conhecidos como "Nameless Ghouls", representavam cada um dos cinco elementos, normalmente associados à sua função instrumental; o guitarrista principal era o fogo, o baixista era a água, o tecladista era o vento, o baterista era a terra e o guitarrista base era o éter, e usavam seus respectivos símbolos alquímicos em seus instrumentos. Com Meliora, cada Nameless Ghoul tinha todos os cinco símbolos elementares bordados no peito direito de seus trajes, com o símbolo elementar representando o Ghoul individual sendo destacado para mostrar a identidade do portador. Em 2018, a formação da banda foi ampliada para incluir um terceiro guitarrista, duas tecladistas conhecidas como "Ghoulettes" e Papa Nihil no saxofone.

### Identidades elementares
Essa denominação foi usada para identificar os instrumentistas da banda até 2018.
- Fogo (Fire), guitarrista solo
- Água (Water), baixista
- Ar (Air), tecladista
- Terra (Earth), baterista
- Éter (Aether), guitarrista base

### Papa Emeritus
O vocalista do grupo geralmente interpreta o personagem mascote da banda, um sacerdote satânico conhecido como Papa Emeritus. Houve quatro personagens diferentes que adotaram o nome Papa Emeritus. Eles receberam pela primeira vez o segundo Papa Emeritus em 12 de dezembro de 2012, em Linköping. Em 3 de junho de 2015, o segundo Papa Emeritus deu as boas-vindas ao seu irmão mais novo como o novo Papa Emeritus em Linköping depois de ser "demitido" por não cumprir seu dever de derrubar governos e igrejas. O Papa Emeritus II e Papa Emeritus III foram declarados como tendo uma diferença de idade de apenas 3 meses. Em 30 de setembro de 2017, durante um show em Gotemburgo, Papa Emeritus III foi arrastado para fora do palco por dois homens, que então acompanharam um novo personagem, Papa Emeritus 0, até o palco para apresentar o próximo capítulo da banda. O Papa Emeritus 0 é retratado como sendo significativamente mais velho que os Papas anteriores, usando um andador e um tanque de oxigênio enquanto caminha no palco. Em 19 de janeiro de 2018, a banda compartilhou um vídeo que apresenta um personagem, supostamente Papa Emeritus IV, ouvindo Ceremony and Devotion em uma fita de 8 faixas enquanto criticava as habilidades vocais de Papa Emeritus III. O rosto do personagem está oculto fora da imagem, mas ele é mostrado usando vestes vermelhas semelhantes às de um cardeal. Mais tarde foi revelado que ele era o Cardinal Copia. No último show da turnê de apoio a Prequelle, Papa Nihil teve um colapso e "morreu", e o Cardinal Copia tornou-se Papa Emeritus IV. Papa Nihil foi posteriormente ressuscitado durante a etapa europeia do Imperatour. Todas as versões de Papa Emeritus são, na verdade, o mesmo vocalista, Tobias Forge.
Peter Hällje, ex-colega de banda do ex-integrante do Ghost, Martin Persner, afirmou que criou o personagem Papa Emeritus em 2005, antes da formação do Ghost. Hällje nunca se apresentou como Papa Emeritus e concordou com Persner em permitir que ele usasse o personagem em sua então nova banda. Sua afirmação foi posteriormente confirmada por Forge.

### Cardinal Copia

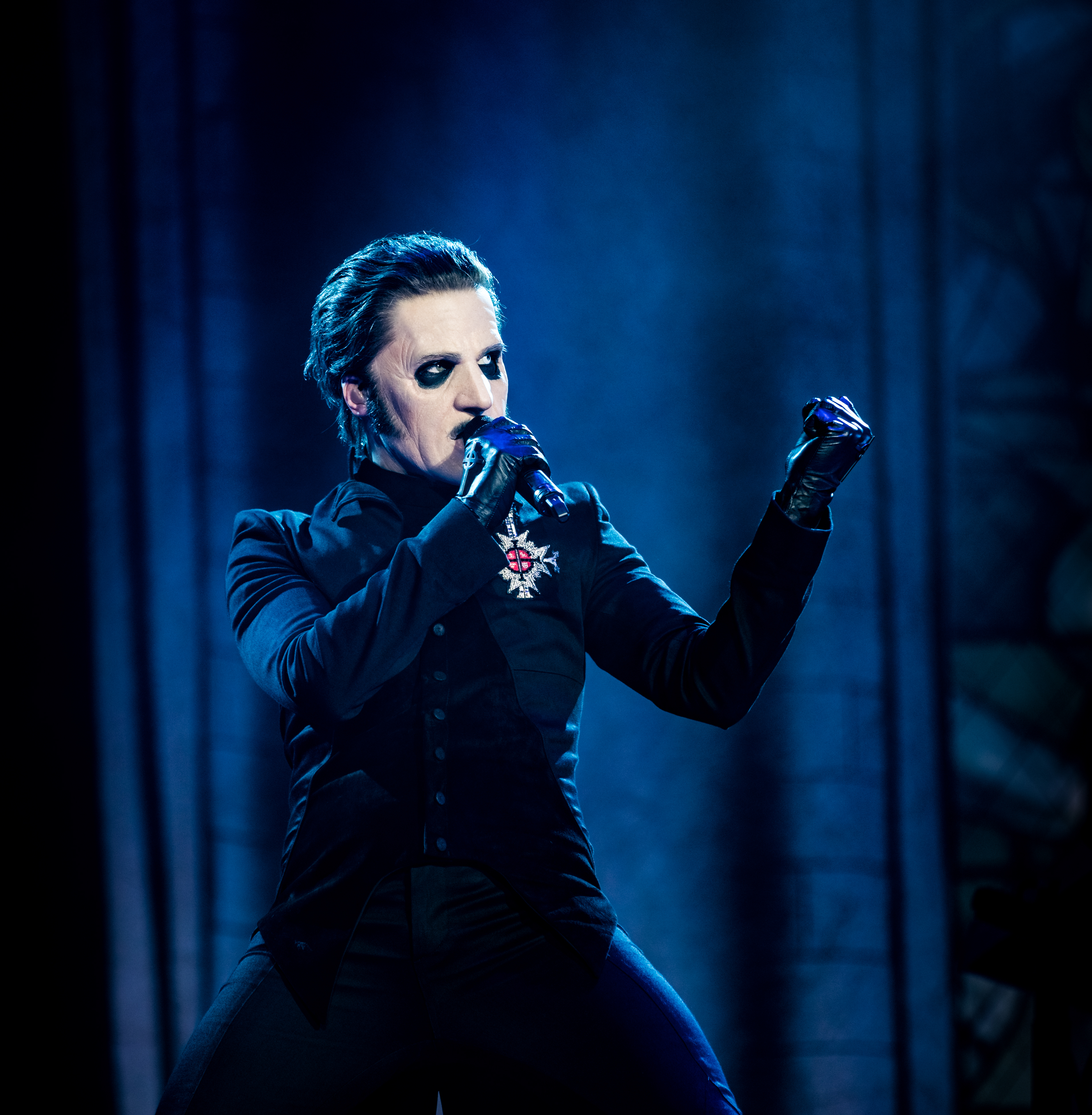
Cardinal Copia se apresentando em 2018

Em abril de 2018, foi revelado que o "novo líder" do Ghost seria o Cardinal Copia, que fez sua estreia ao vivo com o grupo em um show acústico privado no dia 6 de abril; ele não faz parte da linhagem Papa Emeritus. Em vez disso, Forge descreveu a situação como “É por isso que temos um cara novo”, explica Forge. "O Cardeal não é o chefe. Ele é apenas o mestre de cerimônias. Um cardeal é júnior a uma figura papal. Ainda temos o Papa Emeritus [Zero, também conhecido como Papa Nihil], mas ele está falecendo. Ele precisa ensinar o Cardeal a se tornar um papa, para ganhar sua pintura de caveira."
Na promoção de sua turnê nos Estados Unidos em 2018, um vídeo mostrou que Papa Emeritus um a três foram mortos e seus corpos embalsamados. Em uma entrevista no mês seguinte, Forge afirmou que, ao contrário dos vocalistas anteriores do Ghost, o Cardinal Copia está planejado para permanecer por cerca de cinco anos. A banda também deu as boas-vindas a Papa Nihil, o primeiro membro da banda, além de Forge, a receber um nome de personagem. Originalmente apresentado como Papa Emeritus Zero, Nihil é o ancestral de todos os personagens Papa Emeritus anteriores e, após a "morte" de seus descendentes, foi o único membro sobrevivente da linhagem Papa Emeritus que conhecemos. Durante o show final da turnê de divulgação do Prequelle, o Cardinal Copia foi "elevado" a Papa Emeritus IV.

### Identidades

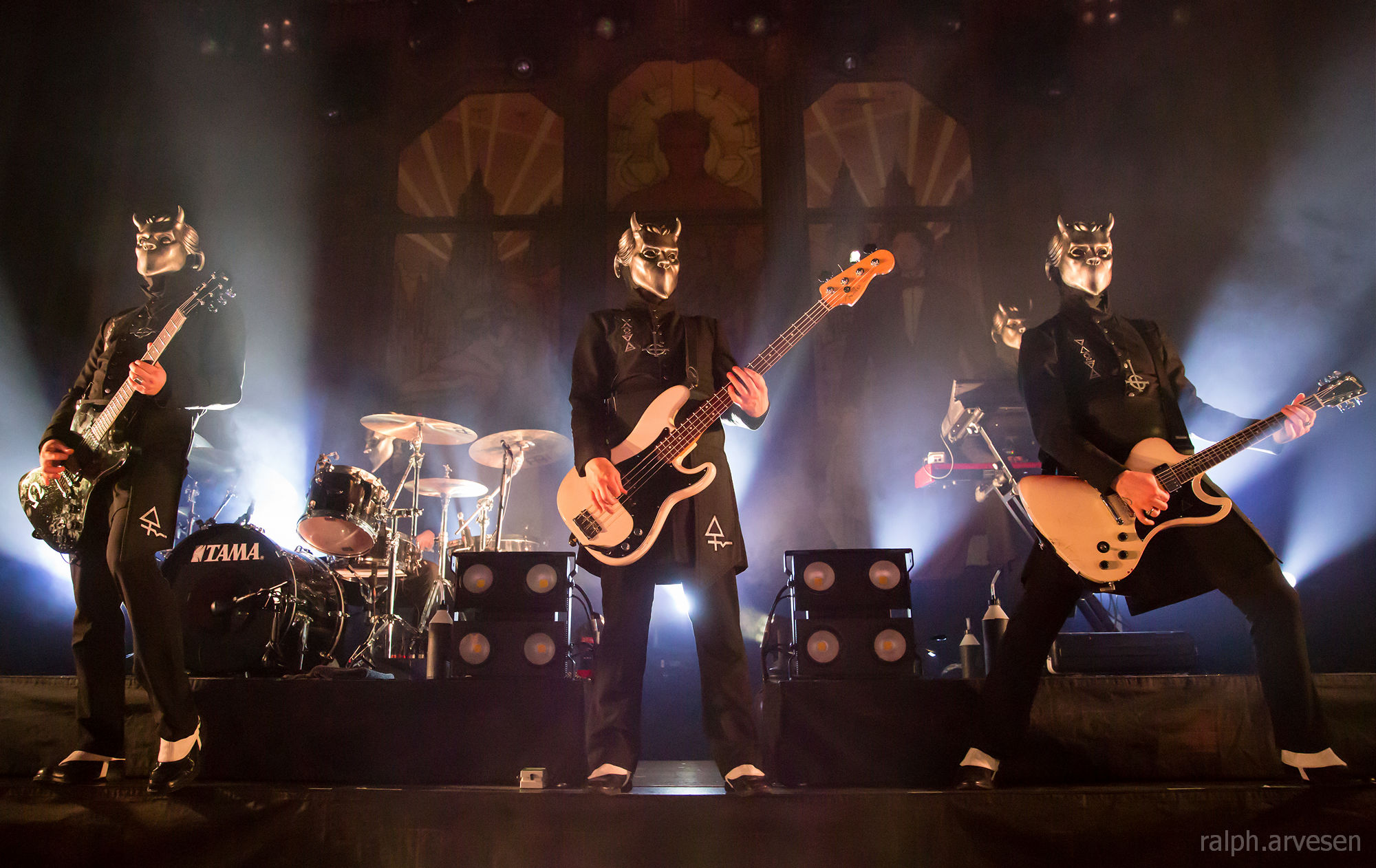
Os Nameless Ghouls se apresentando em Austin, Texas, 2016

Anonimato era a principal característica do Ghost; os integrantes não revelavam seus nomes e os cinco instrumentistas eram apenas referidos como "Nameless Ghouls". Durante os autógrafos, os Nameless Ghouls assinam os materiais desenhando seus símbolos alquimistas individuais, enquanto o Papa Emeritus assina com seu nome de palco ou as iniciais "P.E.". Um Ghoul disse que a ideia de que os integrantes permanecem anônimos para ganhar atenção é errada, e que o verdadeiro propósito é remover suas personalidades para que o público foque apenas em seu trabalho artístico. Em 2011, um Nameless Ghoul disse, "Nós somos frequentemente confundidos com roadies, o que ajuda muito. Quase somos expulsos dos lugares que vamos tocar. Esquecer nosso passe é um grande problema". No início de 2012, um integrantes disse que aproveita bastante o anonimato e que ele pode "cair fora da bolha" quanto quiser. Em maio de 2013, um Ghoul afirmou que eles começaram a revelar seu trabalho na banda as suas famílias e aos seus amigos mais próximos "para evitar brigas em casa".
Em uma entrevista com Jack Osbourne em agosto de 2013 para o Fuse News, um integrante contou que Dave Grohl já se apresentou com a banda vestido de Nameless Ghoul. Em abril de 2014, um Ghoul revelou que a banda já havia tido muitas trocas de músicos através dos anos.
A Sociedade Sueca de Direitos de Apresentação mostra Tobias Forge, vocalista das bandas Suecas Subvision e Repugnant, ex-guitarrista do Crashdiet (utilizando o pseudônimo Mary Goore) e ex-baixista do Magna Carta Cartel, creditado pelas composições do Ghost como "A Ghoul Writer". Como todas as músicas da banda são creditadas a "A Ghoul Writer", muitas pessoas começaram a suspeitar que Tobias Forge fosse o Papa Emeritus. Entretanto, os três papas negavam que fossem os compositores.
Em março de 2017, o músico Sueco Martin Persner da banda Magna Carta Cartel afirmou em um vídeo que ele foi o guitarrista base, também conhecido como Ômega, de 2009 até julho de 2016. Foi a primeira vez que alguém veio a público afirmando si mesmo como um membro do Ghost. Poucos meses antes da revelação de Persner, a banda contratou uma baixista a qual alguns rumores afirmaram que fosse Megan Thomas, baixista da banda cover Lez Zeppelin, os rumores foram posteriormente confirmados na ação judicial.
Durante um show da banda em 24 de março de 2017 na Universidade de East Anglia UEA, Reino Unido, fãs notaram mudanças drásticas de atitude, trejeitos e inclusive nos instrumentos de todos os Nameless Ghouls. Minutos depois começaram rumores na internet de que todos os integrantes da banda (exceto Papa Emeritus) haviam sido trocados ou realocados. Horas após o show, fontes próximas da banda e fã clubes já davam conta de que todos os músicos teriam sido realmente substituídos. Surgiram também inúmeros boatos sobre os motivos que levaram a banda à tal mudança, desde questões financeiras à questões pessoais e intrigas entre os membros. Em abril de 2017, quatro ex-integrantes revelam suas identidades (sendo eles: Simon Söderberg, Henrik Palm, Mauro Rubino e Martin Hjertstedt) para processarem Tobias Forge por conta de cachês não pagos, mostrando assim que ele é mesmo o Papa Emeritus.  Tobias Forge ganhou o processo judicial contra os ex-membros e o caso teve encerramento em 17 de Outubro de 2018.
O guitarrista Chris Catalyst, um membro posterior, anunciou que não estava mais com a banda no dia 1º de junho de 2023.
| Membros e ex-membros conhecidos |
| --- |
| Membros atuais - Per Eriksson - guitarrista principal, Fire também conhecido como Sodo (2017–) - Hayden Scott – baterista, Mountain (2017–) - Cos Sylvan – baixista, Rain (2018–) - Jutty Taylor – guitarrista barítono, vocal de apoio, Swiss/Multi (2018–) - Laura Scarborough – tecladista, vocais de apoio, Cirrus (2018–) - Mad Gallica – tecladista, vocais de apoio, Cumulus (2018–) - Randy Moore – guitarrista base, Phantom (2023–) - Olivia Morreale - vocais de apoio, Aurora (2023–) Ex-membros - Gustaf Lindström – baixista, Água (2010–2011) - Aksel Holmgren – baterista, Terra (2010–2014) - Martin Persner – guitarrista base, Éter, também conhecido como Ômega (2010–2016) - Simon Söderberg – guitarra solo, Fogo, também conhecido como Alfa (2010–2016) - Mauro Rubino – tecladista, Ar/Vento (2011–2016) - Rikard Ottoson – baixista, Água (2011–2014) - Martin Hjertstedt – baterista, Terra (2014–2016) - Linton Rubino – baixista, Água (2014–2015) - Henrik Palm – guitarrista base, Éter (2016); baixista, Água (2015–2016) - Megan Thomas – baixista, Água (2016) - Chris Catalyst – guitarrista base, (desconhecido–2023) |

### Linha do tempo

#### Nomes artísticos / Identidades dos personagens
Como uma banda com uma apresentação teatral única e complexa, os músicos nas apresentações ao vivo do Ghost não se apresentam como eles próprios, mas cada um interpreta um personagem. A ênfase é colocada no cantor, atualmente "Papa Emeritus IV". O resto da banda é oficialmente considerado "Nameless Ghouls", mas há categorias gerais baseadas nas funções de cada um dos “ghouls”. Os cinco elementos clássicos de fogo, terra, água, ar e éter foram originalmente usados para identificar os ghouls com emblemas simbólicos no traje de palco de cada ghoul, mas com o ciclo de turnê coincidindo com o lançamento de Prequelle em 2018, a formação ao vivo se expandiu para incluir 7 ghouls e, portanto, os símbolos elementares não foram mais exibidos ou usados oficialmente.
O ciclo de turnês em apoio ao Impera viu a formação ao vivo se expandir para incluir um total de 8 ghouls. Dois ghouls, chamados de "Aether" e "Sunshine" pelos fãs, partiram no meio do ciclo e foram substituídos por "Phantom" e "Aurora", respectivamente.
Como regra geral, a Ghost não identifica diretamente nenhum dos ghouls por meio de suas contas oficiais ou porta-vozes, mas, nos últimos anos, eles se tornaram mais relaxados ao permitir que essas informações se tornem públicas. Devido à prática de longa data da banda de usar NDAs, os ghouls não têm permissão para discutir publicamente seu envolvimento com a banda enquanto forem membros ativos, embora a ávida base de fãs tenda a deduzir rapidamente a identidade dos ghouls quando eles aparecem no palco.

## Discografia
Álbuns de estúdio
- Opus Eponymous (2010)
- Infestissumam (2013)
- Meliora (2015)
- Prequelle (2018)
- Impera (2022)
- Skeletá (2025)

EPs
- If You Have Ghost (2013)
- Popestar (2016)
- Seven Inches of Satanic Panic (2019)
- Phantomime (2023)

## Prêmios e indicações

### American Music Awards
| Ano  | Trabalho nomeado | Categoria              | Resultado | Ref.(s) |
| ---- | ---------------- | ---------------------- | --------- | ------- |
| 2022 | Impera           | Álbum de Rock Favorito | Venceu    | [ 248 ] |

### Bandit Rock Awards
| Ano  | Trabalho Nomeado | Categoria             | Resultado | Ref.(s) |
| ---- | ---------------- | --------------------- | --------- | ------- |
| 2016 | Ghost            | Best Swedish Live Act | Venceu    | [ 249 ] |
| 2016 | Ghost            | Best Swedish Group    | Venceu    | [ 249 ] |
| 2016 | Meliora          | Best Swedish Album    | Venceu    | [ 249 ] |
| 2017 | Ghost            | Best Swedish Live Act | Venceu    | [ 250 ] |
| 2017 | Ghost            | Best Swedish Group    | Venceu    | [ 250 ] |
| 2017 | Popestar         | Best Swedish Album    | Venceu    | [ 250 ] |

### Grammis
| Ano  | Trabalho nomeado | Categoria                    | Resultado | Ref.(s) |
| ---- | ---------------- | ---------------------------- | --------- | ------- |
| 2011 | Opus Eponymous   | Best Hard Rock Album         | Indicado  | [ 251 ] |
| 2014 | Infestissumam    | Best Hard Rock/Metal Album   | Venceu    | [ 252 ] |
| 2015 | Meliora          | Best Hard Rock/Metal Album   | Venceu    | [ 253 ] |
| 2016 | Popestar         | Best Hard Rock/Metal Album   | Venceu    | [ 254 ] |
| 2016 | Ghost            | Swedish Export               | Indicado  | [ 255 ] |
| 2018 | Prequelle        | Best Hard Rock/Metal Album   | Indicado  | [ 256 ] |
| 2023 | Ghost            | Artista do Ano               | Indicado  | [ 257 ] |
| 2023 | Impera           | Álbum do Ano                 | Indicado  | [ 257 ] |
| 2023 | Impera           | Álbum hard rock/metal do Ano | Venceu    | [ 257 ] |
| 2024 | Phantomime       | Hard Rock/Metal do ano       | Pendente  | [ 258 ] |

### Grammy Awards
| Ano  | Trabalho nomeado          | Categoria              | Resultado | Ref.(s) |
| ---- | ------------------------- | ---------------------- | --------- | ------- |
| 2016 | "Cirice"                  | Best Metal Performance | Venceu    | [ 259 ] |
| 2019 | Prequelle                 | Best Rock Album        | Indicado  | [ 260 ] |
| 2019 | "Rats"                    | Best Rock Song         | Indicado  | [ 260 ] |
| 2023 | "Call Me Little Sunshine" | Best Metal Performance | Indicado  | [ 261 ] |
| 2024 | "Phantom Of The Opera"    | Best Metal Performance | Indicado  | [ 157 ] |

### iHeartRadio Music Awards
| Ano  | Trabalho nomeado | Categoria              | Resultado | Ref.(s) |
| ---- | ---------------- | ---------------------- | --------- | ------- |
| 2023 | Ghost            | Artista de Rock do Ano | Indicado  | [ 262 ] |
| 2023 | Impera           | Álbum de Rock do Ano   | Venceu    | [ 263 ] |

### Kerrang! Awards
| Ano  | Trabalho nomeado | Categoria              | Resultado | Ref.(s) |
| ---- | ---------------- | ---------------------- | --------- | ------- |
| 2022 | Ghost            | Best International Act | Indicado  | [ 264 ] |

### Loudwire Music Awards
| Ano  | Trabalho nomeado  | Categoria               | Resultado | Ref.(s) |
| ---- | ----------------- | ----------------------- | --------- | ------- |
| 2013 | Ghost             | Live Act of the Year    | Indicado  | [ 265 ] |
| 2013 | Infestissumam     | Metal Album of the Year | Indicado  | [ 265 ] |
| 2013 | Ghost             | Metal Band of the Year  | Indicado  | [ 265 ] |
| 2013 | "Year Zero"       | Metal Song of the Year  | Indicado  | [ 265 ] |
| 2013 | "Year Zero"       | Metal Video of the Year | Indicado  | [ 265 ] |
| 2013 | Papa Emeritus II  | Vocalist of the Year    | Indicado  | [ 265 ] |
| 2015 | Nameless Ghoul    | Best Bassist            | Venceu    | [ 266 ] |
| 2015 | Ghost             | Best Live Act           | Indicado  | [ 266 ] |
| 2015 | Meliora           | Best Metal Album        | Venceu    | [ 266 ] |
| 2015 | Ghost             | Best Metal Band         | Indicado  | [ 266 ] |
| 2015 | "Cirice"          | Best Metal Song         | Indicado  | [ 266 ] |
| 2015 | "Cirice"          | Best Metal Video        | Indicado  | [ 266 ] |
| 2015 | Papa Emeritus III | Best Vocalist           | Indicado  | [ 266 ] |
| 2015 | Papa Emeritus III | Rock Titan              | Indicado  | [ 266 ] |
| 2016 | "Square Hammer"   | Best Metal Song         | Indicado  | [ 267 ] |
| 2016 | "Square Hammer"   | Best Metal Video        | Venceu    | [ 267 ] |
| 2016 | Ghost             | Best Live Act           | Indicado  | [ 267 ] |
| 2016 | Papa Emeritus III | Rock Titan of the Year  | Indicado  | [ 267 ] |

### Metal Hammer Golden Gods Awards
| Ano  | Trabalho nomeado | Categoria         | Resultado | Ref.(s) |
| ---- | ---------------- | ----------------- | --------- | ------- |
| 2012 | Ghost            | Breakthrough Band | Venceu    | [ 268 ] |

### P3 Guld Awards
| Ano  | Trabalho nomeado | Categoria             | Resultado | Ref.(s) |
| ---- | ---------------- | --------------------- | --------- | ------- |
| 2014 | Infestissumam    | Best Rock/Metal Album | Venceu    | [ 269 ] |
| 2023 | Ghost            | Artista/Grupo do Ano  | Indicado  | [ 270 ] |